# آرتور اسمیت (بازیکن فوتبال، زاده ۱۸۸۷)
آرتور اسمیت (انگلیسی: Arthur Smith؛ زادهٔ ۱۸۸۷) بازیکن فوتبال اهل بریتانیا است.
از باشگاه‌هایی که در آن بازی کرده‌است می‌توان به باشگاه فوتبال کویینز پارک رنجرز و باشگاه فوتبال بیرمنگام سیتی اشاره کرد.